# Château de la Résidence de Dresde
Le château de la Résidence de Dresde (Residenzschloss Dresden en allemand) accueille certains des plus importants musées d’Europe, les musées des collections nationales de Dresde. Il est situé entre la Frauenkirche et le palais Zwinger dans la capitale de la Saxe (Allemagne). La Cathédrale de la Sainte-Trinité de Dresde est à côté du château.
Sa reconstruction, avec celle de la Frauenkirche, est le symbole du renouveau de la ville.
Le 25 novembre 2019 se produit le cambriolage de la voûte verte de Dresde, située au sein du château, au cours duquel des dizaines de parures en diamants et autres pierres précieuses sont dérobées.

## Histoire du château

### Histoire générale
Il est chargé d'histoire, puisqu'il est un des plus vieux bâtiments de la ville (bien qu'il ait été reconstruit) et qu'il était la résidence des princes-électeurs saxons (1547–1806) puis des rois de Saxe (1806–1918). En tant que résidence de la branche albertine de la Maison de Wettin, il fut dès le XVIe siècle d'une importance capitale pour le développement culturel de la ville. Ensuite, de nombreux styles architecturaux vinrent se greffer pour en faire un ensemble unique en son genre.

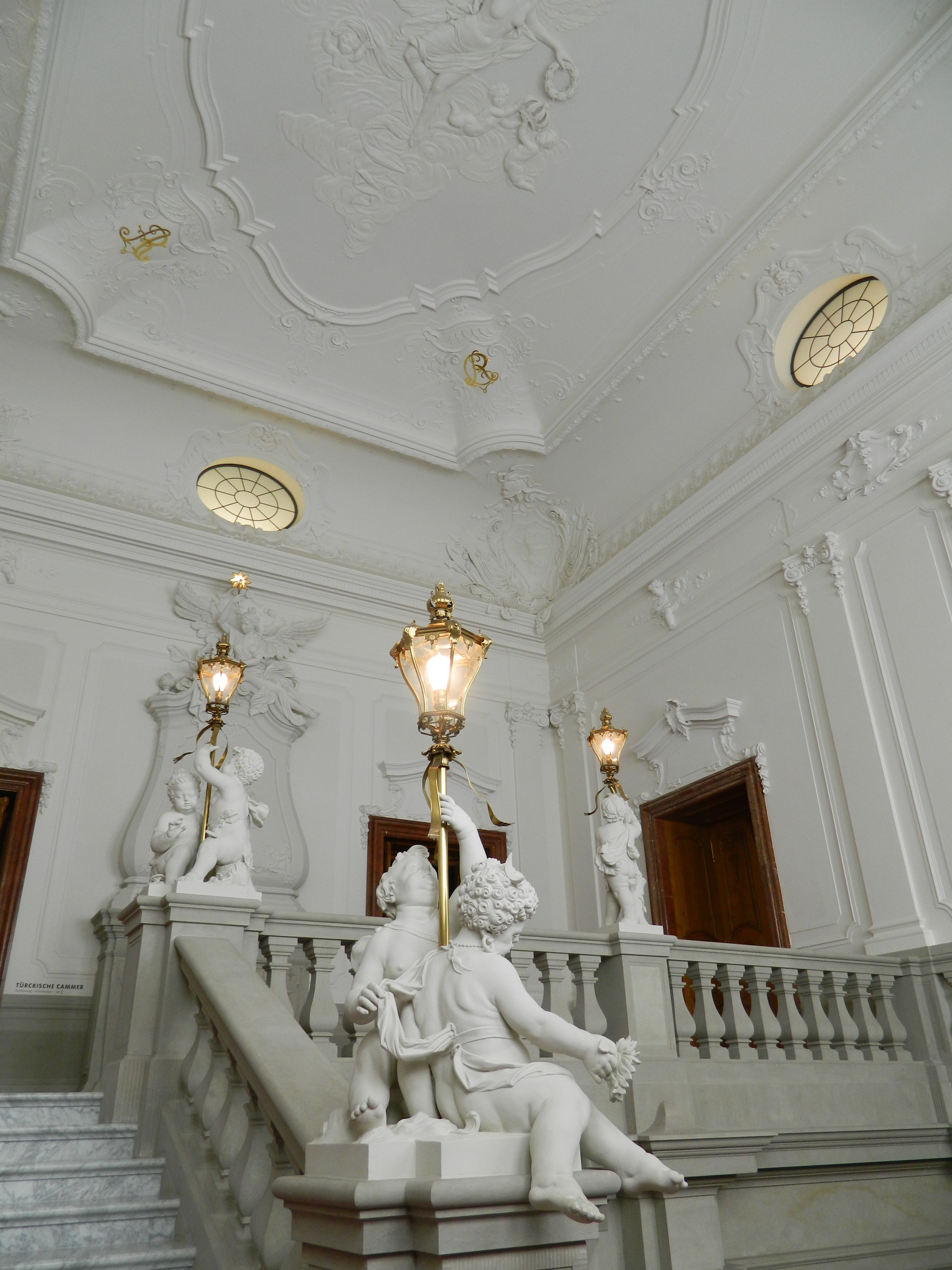
L'escalier anglais (Englische treppe)

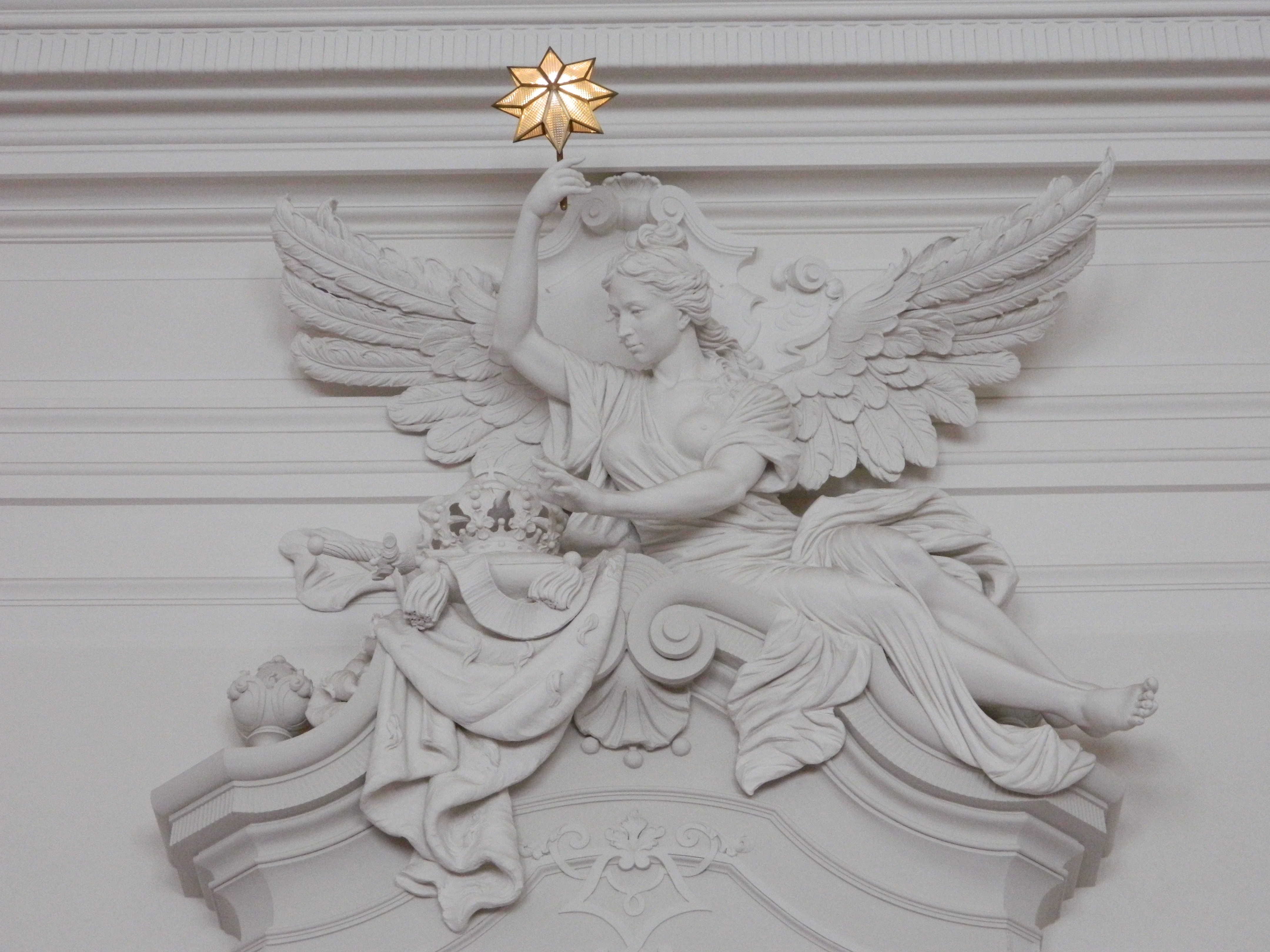
Partie supérieure de la cheminée du dernier étage de l'escalier anglais

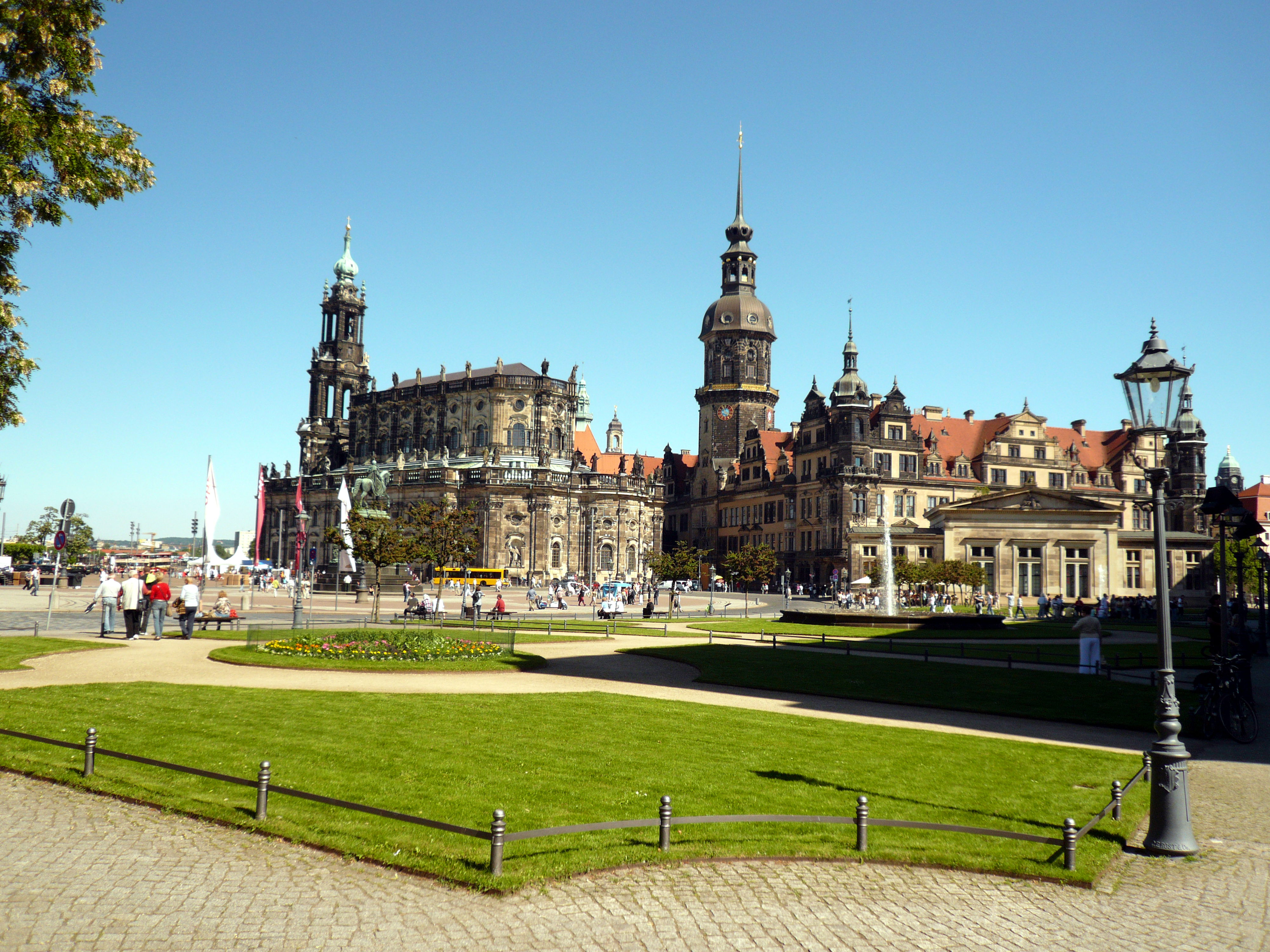
Le château et la Cathédrale

Le château d'origine fut bâti au début du XIIIe siècle (les textes recensant son existence remontent à 1289), puis agrandi entre 1471 et 1474 par l'architecte Arnold von Westfalen (de). Cependant, à la suite d'un feu survenu en 1701, Auguste le Fort le reconstruit dans un style baroque typique de l'époque. Au XXe siècle, le château est à nouveau transformé avec des apports néo-Renaissance. Cependant dans la nuit du 13 au 14 février 1945, le bâtiment est entièrement détruit. Ce n'est qu'à partir des années 1960 que la reconstruction de l’ensemble commence.

### GeorgenbauetHausmannturm
Le Georgenbau (aile Georg) et la Georgentor (porte Georg) de Dresde furent construits entre 1533 et 1535, sous le règne du duc Georg. Cette aile relie la partie Nord du château à la partie opposée, la chancellerie, érigée entre 1565 et 1567. Dans cet ensemble furent intégrées des parties de l’Elbtor (porte de l’Elbe), datant du Moyen Âge. Sous la porte Georg se trouve un passage voûté qui n’est autre qu’une arche de l’ancien Elbbrücke (pont de l’Elbe). La partie située aujourd’hui à l’extrémité de l’aile Georg est accolée à un bâtiment de 1899.
Autrefois, les visiteurs avaient la possibilité d’aller de l’aile Georg à l’Hausmannturm (tour Hausmann), dont l’accès aujourd’hui n’est possible que par l’entrée principale pour visiteurs située dans l’aile Ouest. Cette haute tour culmine à 100,27 mètres depuis qu’elle a retrouvé en 1991 la flèche qui la surmonte, ce qui en fait un des bâtiments les plus remarquables de Dresde. On peut accéder, après avoir grimpé les 222 marches qui y amènent, à la balustrade de la tour, située à 38,5 mètres de hauteur, et d’où l’on peut jouir d’un magnifique panorama de la ville.

### Histoire contemporaine
En 2005, la fameuse Grünes Gewölbe (Voûte verte) contenant la plupart des trésors de la monarchie saxonne est rouverte au public. Suivent la réouverture des autres musées, avec des nouveautés par rapport à l’ensemble original : le cabinet Turc entre autres, autrefois simple département de la salle des Armures, et la nouvelle Voûte Verte, qui sort les objets extraordinaires de leur contexte, pour qu'ils puissent être approchés de près et d'une autre manière que dans la Voûte Verte historique, qu'elle complète.
En 2008, la cour intérieure du château a été recouverte d’une grande verrière en verre comprimé, dont les éléments peuvent s’ouvrir, prouesse technique de l’architecte Peter Kulka.
Les salles en rénovation ont servi de cadre à l’exposition jubilaire en 2010, à l’occasion des 450 ans des Collections nationales de Dresde.

#### Le toit de la petite cour intérieure

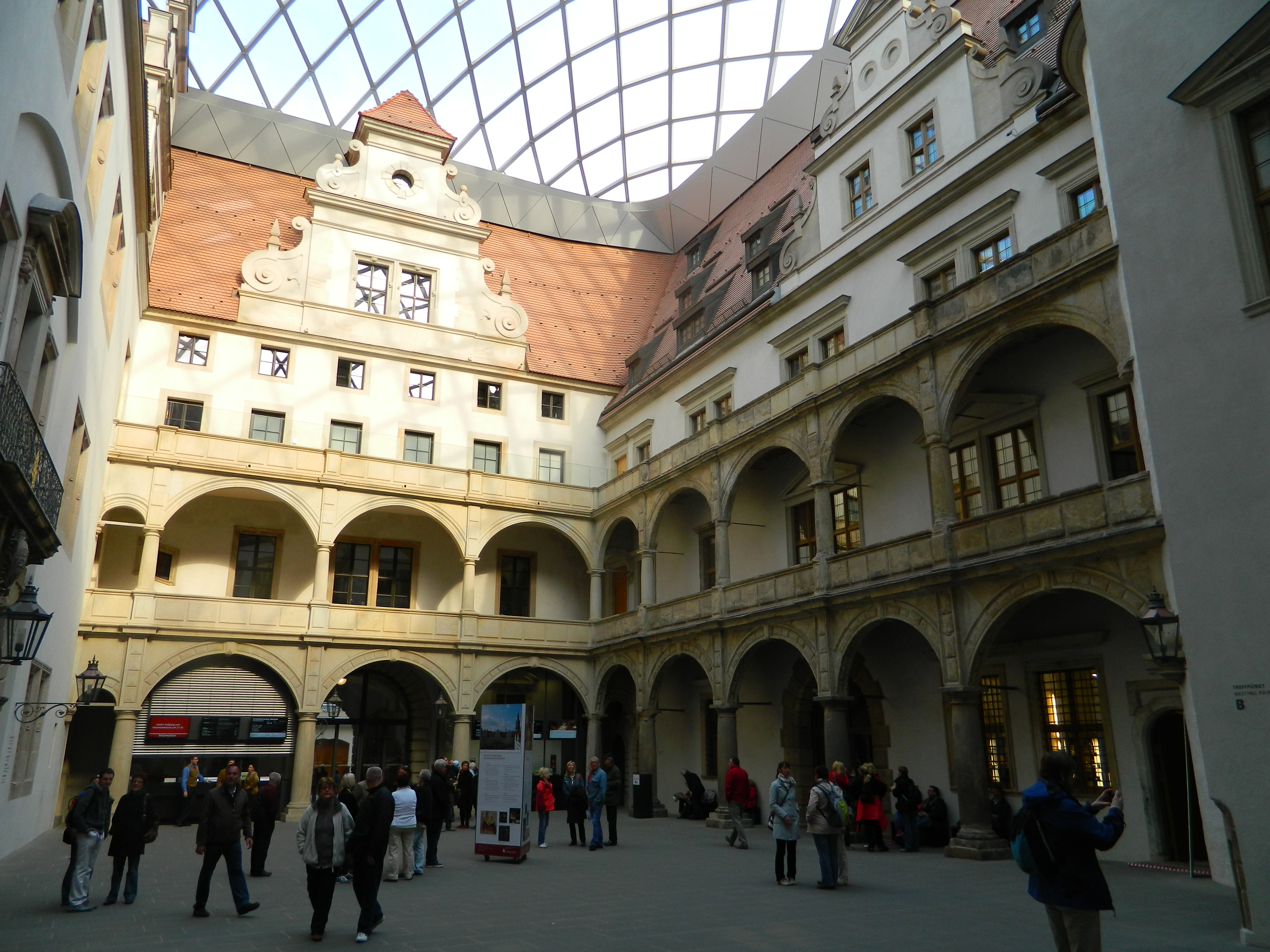
La petite cour intérieure

À la fin de la rénovation de la plus grande partie du château, on eut l'idée de recouvrir la petite cour intérieure de la Résidence d'un toit permettant d'accueillir de nombreux visiteurs. À la suite de longues discussions, les autorités de l'État libre de Saxe se décidèrent pour la solution des architectes Peter Kulka et Philipp Stamborski. La coupole recouvrant la cour pèse 84 tonnes, elle est composée de 265 coussins en feuilles d'ETFE, remplis d'air comprimé. L'ETFE, une matière transparente et très solide, a été testée dans des conditions extrêmes en Arizona.

## Musées
- Le Residenzschloss abrite la célèbre Grünes Gewölbe (Voûte Verte), divisée en deux parties (Historisches Grünes Gewölbe et Neues Grünes Gewölbe)
- Le Kupferstich-Kabinett (collection d’estampes, de dessins et de photographies)
- Le Münzkabinett (Cabinet des Monnaies et Médailles)
- La Türkische Cammer (Cabinet Turc) ainsi qu'une Kunstbibliothek (bibliothèque d'art).

## Informations générales
- Aire de la cour : 615 mètres carrés
- Aire de la coupole : 1 250 mètres carrés
- Hauteur : 34 mètres
- Constructeur : État libre de Saxe
- Période de réalisation : octobre 2007-janvier 2009
- Coût : 7,5 millions d'euros